# کوتوزاکورا ماساکاتسو
کوتوزاکورا ماساکاتسو (به ژاپنی: 琴櫻 傑将) کُشتی‌گیر سوموی اهل استان توتوری در کشور ژاپن است که پنجاه‌وسومین کشتی‌گیر دارای رتبهٔ یوکوزونا محسوب می‌شود. وی در سال ۱۹۷۳ میلادی به این مرتبه ارتقا یافت و در سال ۱۹۷۴ میلادی بازنشست شد. کوتوزاکورا ماساکاتسو توانست ۵ بار قهرمان (یوشو) مسابقات سومو شود.